# Nutidsmusik
Nutidsmusik (finska: Nykymusiikki) var under åren 1948–1967 en finländsk förening för samtida musik.
Föreningen Nutidsmusik bildades 1948 av en grupp musiker, främst tonsättare, för att främja den samtida musiken, som i hög grad hade försummats i Finland på 1930- och 1940-talen. Förste ordförande var Eino Roiha. År 1951 beslöts att Nutidsmusik skulle vara Finlands sektion av Internationella samfundet för samtida musik, den organisation som valde verk för ISSM:s musikfester. Nutidsmusik avvecklades 1967 och dess roll som ISSM-sektion övertogs av föreningen Finlands tonsättare.